# Sigmoidala kityana
Sigmoidala kityana là một loài thực vật có hoa trong họ Đậu. Loài này được William Grant Craib mô tả khoa học đầu tiên năm 1927. Năm 1994, Anne M. Schot chuyển nó sang chi Callerya. Năm 2019, James A. Compton và Brian D. Schrire lập ra chi mới Sigmoidala và chuyển nó sang chi này. Nó cũng là loài duy nhất của Sigmoidala.

## Từ nguyên
Tên chi phản ánh các cánh bên có hình dạng tựa như chữ cái Hy Lạp sigma (ς) khác biệt của chi/loài này.

## Phân bố
Loài bản địa Myanmar, miền bắc Thái Lan (Chiang Mai, Nan, Lamphun, Sukhothai, Loei.) và Lào. Dây leo trên các cây gỗ trong rừng khô với độ chiếu nắng một phần, cao độ tới 400 m.